# کرمسدة
کرمسدة (به عربی: کرم سدة) یک منطقهٔ مسکونی در لبنان است که در استان شمالی لبنان واقع شده‌است.

## خصوصیات
کرمسدة ۱٬۵۳۸ نفر جمعیت دارد و ۶۳۷ متر بالاتر از سطح دریا واقع شده‌است.